# Marcilly-en-Gault
Marcilly-en-Gault és un municipi francès, situat al departament del Loir i Cher i a la regió de Centre – Vall del Loira. L'any 2007 tenia 744 habitants.

## Demografia

### Població
El 2007 la població de fet de Marcilly-en-Gault era de 744 persones. Hi havia 332 famílies, de les quals 96 eren unipersonals (44 homes vivint sols i 52 dones vivint soles), 116 parelles sense fills, 100 parelles amb fills i 20 famílies monoparentals amb fills.
La població ha evolucionat segons el següent gràfic:
Habitants censats

### Habitatges
El 2007 hi havia 463 habitatges, 332 eren l'habitatge principal de la família, 105 eren segones residències i 26 estaven desocupats. 451 eren cases i 10 eren apartaments. Dels 332 habitatges principals, 260 estaven ocupats pels seus propietaris, 63 estaven llogats i ocupats pels llogaters i 9 estaven cedits a títol gratuït; 16 tenien dues cambres, 74 en tenien tres, 83 en tenien quatre i 159 en tenien cinc o més. 283 habitatges disposaven pel capbaix d'una plaça de pàrquing. A 139 habitatges hi havia un automòbil i a 161 n'hi havia dos o més.

### Piràmide de població
La piràmide de població per edats i sexe el 2009 era:
| Homes | Edats   | Dones |
| ----- | ------- | ----- |
| 0     | 95 o +  | 0     |
| 4     | 90 a 94 | 8     |
| 0     | 85 a 89 | 16    |
| 12    | 80 a 84 | 8     |
| 16    | 75 a 79 | 16    |
| 28    | 70 a 74 | 24    |
| 32    | 65 a 69 | 36    |
| 8     | 60 a 64 | 12    |
| 24    | 55 a 59 | 20    |
| 24    | 50 a 54 | 32    |
| 32    | 45 a 49 | 44    |
| 20    | 40 a 44 | 16    |
| 32    | 35 a 39 | 20    |
| 36    | 30 a 34 | 20    |
| 16    | 25 a 29 | 16    |
| 20    | 20 a 24 | 8     |
| 20    | 15 a 19 | 28    |
| 20    | 10 a 14 | 20    |
| 40    | 5 a 9   | 24    |
| 12    | 0 a 4   | 4     |

## Economia
El 2007 la població en edat de treballar era de 470 persones, 358 eren actives i 112 eren inactives. De les 358 persones actives 335 estaven ocupades (174 homes i 161 dones) i 23 estaven aturades (12 homes i 11 dones). De les 112 persones inactives 57 estaven jubilades, 36 estaven estudiant i 19 estaven classificades com a «altres inactius».

### Ingressos
El 2009 a Marcilly-en-Gault hi havia 351 unitats fiscals que integraven 767 persones, la mediana anual d'ingressos fiscals per persona era de 17.900 €.

### Activitats econòmiques
Dels 26 establiments que hi havia el 2007, 1 era d'una empresa alimentària, 1 d'una empresa de fabricació d'altres productes industrials, 5 d'empreses de construcció, 4 d'empreses de comerç i reparació d'automòbils, 3 d'empreses de transport, 1 d'una empresa d'hostatgeria i restauració, 2 d'empreses d'informació i comunicació, 1 d'una empresa financera, 3 d'empreses immobiliàries, 3 d'empreses de serveis i 2 d'empreses classificades com a «altres activitats de serveis».
Dels 9 establiments de servei als particulars que hi havia el 2009, 1 era una oficina de correu, 1 una oficina bancària, 1 paleta, 1 guixaire pintor, 1 fusteria, 2 perruqueries, 1 restaurant i 1 saló de bellesa.
Dels 4 establiments comercials que hi havia el 2009, 1 era una botiga de més de 120 m², 1 una botiga de menys de 120 m², 1 una fleca i 1 una botiga de mobles.
L'any 2000 a Marcilly-en-Gault hi havia 17 explotacions agrícoles que ocupaven un total de 798 hectàrees.

## Equipaments sanitaris i escolars
El 2009 hi havia una escola elemental.

## Poblacions més properes
El següent diagrama mostra les poblacions més properes.